# 磯崎亜紀子
磯崎 亜紀子（いそざき あきこ、1973年11月8日。 - ）は、主に1980年代に活躍した日本の元女優、元子役である。本名同じ。
所属事務所は、劇団日本児童(1982年~)→アートマン工房(1987年8月~1988年10月、丹下英樹氏設立)→蛭川企画→円谷プロダクション（1989年7月~1992年9月）。

## 来歴・人物
長崎県佐世保市出身。姉がいる。日出女子学園高等学校(現:目黒日本大学高等学校)卒業。
小学生の時から劇が大好きで、劇団日本児童の募集にも自分から応募した。
父は外国航路の船員で、子供の頃は離れて暮らすことも多かったという。
身長は小6で152cm、中3で163cm。当時は、動物が苦手だった。
好きな色は「赤、黒、白」、高校時代の特技は「ジャズダンス」、好きな音楽は「ボビー・ブラウン」
ニックネームは、『ISO』『Aki』

## 出演

### 映画
- ムッちゃんの詩（1985年7月21日公開、関西共同映画社・堀川弘通監督）[6] - 主演・山下睦子 役
- 男はつらいよ 柴又より愛をこめて（1985年12月28日公開、松竹・山田洋次監督） - 酒井千秋 役
- プルシアンブルーの肖像（1986年7月26日公開、東宝・多賀英典監督） - 菊井カズミ 役
- 出発のとき（1987年公開、中山映画株式會社・山下秀雄監督） - こずえ 役
- ロックよ、静かに流れよ（1988年2月20日公開、東宝・長崎俊一監督） - 片岡みどり 役　※男闘呼組と共演
- 勝利者たち（1992年10月10日公開、東宝・松林宗恵監督） - 国友由希 役

### オリジナルビデオ
- 地球防衛少女イコちゃん（1987年） - 主演・河井イコ 役
  - 地球防衛少女イコちゃん2 ルンナの秘密（1988年） - 河井イコ 役
  - 地球防衛少女イコちゃん　COMPLETE DVD(2000年5月17日、ポニーキャニオン）-「監督とイコちゃんのゆかいなトーク」にて声のみの出演（26歳当時の収録）

### テレビドラマ
- ライオン奥様劇場「お母さんのいのちあげる」(1981年10月-、フジテレビ)
- ライオン奥様劇場「夫婦さかさま」-小島とも子役(1982年9月-、フジテレビ)
- 花咲け花子2(1982年、日本テレビ)-吉村小百合役[7]
- 大江戸捜査網5 第198回「刺青連続殺人！運命の父娘」-のわけ(おけい)役(1983年8月、テレ東)
- 東芝日曜劇場「ぼくの妹に その9」（1983年9月、TBS）
- 第一生命スペシャル「ママも知らない一通の手紙」（1983年10月19日、フジテレビ）
- ドラマ人間模様「まあええわいな」（1983年、NHK）
- ザ・サスペンス「一億人を敵にした男 復讐するは我にあり」（1984年4月7日、TBS）
- うちの子にかぎって… 第2話「女のヨロコビってなあに?」（1984年8月24日、TBS） - 中上綾役 
  - うちの子にかぎって…2 (1985年4月-、TBS)第1話「毎度おさわがせします！」第8話「カネゴンの逆襲」-中上綾役　第9話「転校少女にナニが起こったか」-木下黎役
- 西部警察 PART-III 第65話「14年目の賭け」（1984年9月16日、テレビ朝日） - 中西みき（小学生時代）
- 第一生命スペシャル「走れ15才!はじめての旅立ち　日本縦断400キロ自転車旅行」（1984年10月10日、フジテレビ）
- 土曜ワイド劇場「家政婦は見た!2　エリート家族の浮気の秘密　みだれて…」（1984年10月13日、テレビ朝日） - 門倉真紀 役
- 花王 愛の劇場「愛ってなに」-矢代奈々江役（1985年1月-、TBS）
- 金曜女のドラマスペシャル「白い悪魔」-池田和美役（1985年3月15日、フジテレビ）
- 東芝日曜劇場 第1478回「また連絡するよ」-西岡陽子役（1985年5月5日、TBS）
- 金曜日の妻たちへIII・恋におちて（1985年8月-、TBS） - 岡田桐子（中学時代）役
- カネボウヒューマンスペシャル「脳死をこえて」-市川邦子役（1986年2月11日、日本テレビ）
- 1986年度コカ・コーラ・スペシャル「天使たちの微笑み　280日の赤ちゃん狂騒曲」-吉沢みづき役（1986年4月21日、TBS）
- 男たちによろしく（1987年4月-、TBS） - 佐々めぐみ役
- オヨビでない奴!（1987年 10月21日- 1988年３月23日、TBS）全21話 - 岡崎亜紀役、15話「ポルターガイスト・TVに喰われた少女」16話「ポルターガイストⅡ・恐怖のバレンタイン」-島津麻衣役
- さすらい刑事旅情編II 第22話「湯けむり別府・女風呂に消えた完全犯罪」-脇村かおり役（1990年3月14日、テレビ朝日）

### CM
- 江崎グリコ「パティーナ」※榊原郁恵と共演[7]
- ポッカ「コーンチーズスープ」「ヌードルスープ」（1983年）[7] ※中原理恵と共演
- 月星シューズ「falconバイオフェック」(1983年)※松田聖子と共演[7]
- 東芝「電子レンジ・アラカルト」(1983年)[8]
- ハウス食品「ゼリエース」(1984年)※河合美智子と共演
- タカラ（現：タカラトミー）「カラープリントおてがみ」(1984年)[7]
- バンダイ「ときめき占いハーピット」（1984年）
- ハウス食品「シチューミクス」（1985年）[7] ※浜美枝と共演
- タカラ「バービー」「バービーコーディネイトドレス」「バービーファッションアラモード」（1985年）[7]
- エッフェムフーズ（現・マース）「m&m'sチョコレート」（1986年）[7]
- 日東紅茶「青春トリオの新・粉末ジュース」(1986年)
- 花王「ビオレ」（1986年）[7]※八木さおりと共演
- 大王製紙「エリス」（1986年）[7]
- 不二家「フレッシュデザート」（1987年）※鈴木あいと共演
- オゴー産業「鳩サクラ学生服」（1988年）
- ホーユー「ビゲン・ヘアカラー」
- カメラのドイ（1990年 - 1991年）

### 広告
- 東海銀行1985年カレンダー
- 日東紅茶「キャンティコ」(1986年)
- オー・ティー・シー「PC-SIG CD-ROMモニターユーザー募集」(1988年)

### 舞台、イベント
- 「おしん」(1984年、名古屋・名鉄ホール)-加代役[7]
- イコちゃんフェスティバル　リバートップ10周年記念企画(1988年3月27日のみ出演、ホール・ジー・エアー8階)[9]
- 「地球防衛少女イコちゃん2　制作発表」(1988年9月5日、渋谷ホール・ジ・エアー)[10]
- 「冬物語アイドルパーティ」(1988年11月12日、横浜国立大学・大学祭)[11]
- 『Marionette Dream』第1部 7.All I Do、11.South Band、12.The Gratest Dance　第2部 2.Marionette Dream 、12.Finale　(1989年5月1～3日、六本木俳優座）[12]
- 「磯崎亜紀子　Summer Party」(1994年8月14日、原宿・原宿RUIDO)[13][14]

## オムニバスアルバム
- 1989年2月1日、『キューティーズ・グラジュエイション』（オリジナル曲「真っ白なハンカチ」）（日本コロンビア）
- 1989年7月1日、『キューティーズ・イン・サマー』（カバー曲を2曲歌唱。「Da Doo Ron Ron」（守谷佳央理・増田未亜・磯崎亜紀子）、「ヴァケイション」）（日本コロンビア）
- 1989年11月21日、『キューティーズ・イン・バリエーション』（桜田淳子の「わたしの青い鳥」をカバー）（日本コロンビア）
- 1995年10月１日、『地球防衛少女イコちゃんミュージックファイル』（「おねがい！イコちゃん・ビデオヴァージョン」ソロと増田未亜とのデュエットの２ヴァージョン、「イコちゃん音頭・ビデオヴァージョン」磯崎亜紀子・増田未亜・田山真美子）(vap)

## 書籍
- 小学四年生（小学館）(1984年から1987年　表紙モデル)
- シナリオ　ムッちゃんの詩（1985年4月15日発行）（関西共同映画社・水曜社）（表紙、挿入写真）
- プルシアンブルーの肖像　シナリオ写真集(1986年8月26日、東宝)
- 地球防衛少女イコちゃんパーフェクトブック（リバートップ/探偵社）
- 天空の魔王　地球防衛少女イコちゃん(1988年2月29日、双葉社)
- 月刊ドラゴンマガジン (1988年3月創刊号～1989年6月号まで、コラム『お日様が出るまで』担当)（富士見書房）
- 地球防衛少女イコちゃん2 PERFECT BOOK(1989年3月31日、バンダイ)
- 磯崎亜紀子パーフェクトブックVer.1、Ver.2(ICS・同人誌)

他